# Melvyn Charles
Melvyn Charles (14 de maig de 1935 - 24 de setembre de 2016), més conegut com a Mel Charles, va ser un futbolista gal·lès.
Començà la seva carrera al Swansea Town entre 1952 i 1959, jugant al voltant de 250 partits a la segona divisió anglesa. El març de 1959 fou traspassat a l'Arsenal per 40.000 lliures (juntament amb dos altres jugadors, David Dodson i Peter Davies), però una lesió li impedí rendir al màxim nivell. El mes de febrer de 1962 fou venut al Cardiff City després de jugar només 64 partits i marcar 28 gols en les tres temporades al club londinenc. Al club de Cardiff disputà 81 partits de lliga. Posteriorment jugà al Porthmadog, d'on fou venut al Port Vale per 1.250 lliures.
Fou internacional amb la selecció de Gal·les i disputà la Copa del Món de 1958. En total jugà 31 partits amb la selecció i marcà 6 gols, quatre d'ells en un partit davant Irlanda del Nord del Campionat Britànic de 1961.
Charles va escriure una autobiografia, publicada el 2009.
El seu germà gran John Charles també fou futbolista professional, així com el seu fill Jeremy Charles.